# Per Gustavsson
Per Gustavsson, född 26 december 1951 i Sundsvall, är en svensk författare och sagoberättare. Han har en bakgrund som barnbibliotekare i Ljungby, där han bland annat var inblandad i grundandet av Ljungby berättarfestival och Sagomuseet. Sedan 1990 är han sagoberättare på heltid, och han är bosatt i Växjö.
Som författare debuterade han 1979. 1997 mottog han Emilpriset och 2022 Lengertz litteraturpris, det senare för boken Skånesägner. Han innehar sedan 2009 särskild författarpenning.

## Priser och utmärkelser
- 1997 – Emilpriset
- 2009 – Mickelpriset[3]
- 2022 — Lengertz litteraturpris